# Senoculus bucolicus
Senoculus bucolicus is een spinnensoort uit de familie Senoculidae. De soort komt voor in Panama.